# FP Top 100 Global Thinkers
FP Top 100 Global Thinkers (od 2009), wcześniej Top 100 Public Intellectuals Poll – ranking 100 najważniejszych intelektualistów, którzy są nadal aktywni w życiu publicznym, przeprowadzony w listopadzie 2005 i czerwcu 2008 przez czasopisma „Prospect” (Wielka Brytania) i „Foreign Policy” (Stany Zjednoczone) na podstawie głosowania redakcji i czytelników. Głosowanie i publikację list kontynuowano w następnych latach.
Do tej pory wśród wyróżnionych było czworo Polaków: Radosław Sikorski (2012), Agnieszka Dziemianowicz-Bąk i Barbara Nowacka (2016), Donald Tusk (2019)

## Lista z 2005[2]
1. Noam Chomsky
2. Umberto Eco
3. Richard Dawkins
4. Václav Havel
5. Christopher Hitchens
6. Paul Krugman
7. Jürgen Habermas
8. Amartya Sen
9. Jared Diamond
10. Salman Rushdie
11. Naomi Klein
12. Szirin Ebadi
13. Hernando de Soto
14. Bjørn Lomborg
15. Abdolkarim Soroush(inne języki)
16. Thomas Friedman
17. Benedykt XVI
18. Eric Hobsbawm
19. Paul Wolfowitz
20. Camille Paglia
21. Francis Fukuyama
22. Jean Baudrillard
23. Slavoj Žižek
24. Daniel Dennett
25. Freeman Dyson
26. Steven Pinker
27. Jeffrey Sachs
28. Samuel P. Huntington
29. Mario Vargas Llosa
30. Ali al-Sistani
31. Edward Osborne Wilson
32. Richard Posner
33. Peter Singer
34. Bernard Lewis
35. Fareed Zakaria
36. Gary Becker
37. Michael Ignatieff
38. Chinua Achebe
39. Anthony Giddens
40. Lawrence Lessig
41. Richard Rorty
42. Jagdish Bhagwati
43. Fernando Henrique Cardoso
44. John Maxwell Coetzee
45. Niall Ferguson
46. Ayaan Hirsi Ali
47. Steven Weinberg
48. Julia Kristeva
49. Germaine Greer
50. Antonio Negri
51. Rem Koolhaas
52. Timothy Garton Ash
53. Martha Nussbaum
54. Orhan Pamuk
55. Clifford Geertz
56. Jusuf al-Kardawi
57. Henry Louis Gates
58. Tariq Ramadan
59. Amos Oz
60. Lawrence Summers
61. Hans Küng
62. Robert Kagan
63. Paul Kennedy
64. Daniel Kahneman
65. Sari Nusseibeh(inne języki)
66. Wole Soyinka
67. Kemal Derviş
68. Michael Walzer
69. Gao Xingjian
70. Howard Gardner
71. James Lovelock
72. Robert Hughes
73. Ali Mazrui(inne języki)
74. Craig Venter
75. Martin Rees
76. James Q. Wilson(inne języki)
77. Robert Putnam(inne języki)
78. Peter Sloterdijk
79. Sergei Karaganov(inne języki)
80. Sunita Narain(inne języki)
81. Alain Finkielkraut
82. Fan Gang
83. Florence Wambugu(inne języki)
84. Gilles Kepel
85. Enrique Krauze(inne języki)
86. Ha Jin
87. Neil Gershenfeld(inne języki)
88. Paul Ekman
89. Jaron Lanier
90. Gordon Conway(inne języki)
91. Pavol Demeš
92. Elaine Scarry(inne języki)
93. Robert Cooper
94. Harold Varmus
95. Pramoedya Ananta Toer
96. Zheng Bijian(inne języki)
97. Ken’ichi Ōmae
98. Wang Jisi(inne języki)
99. Kishore Mahbubani
100. Shintarō Ishihara

## Lista z 2008[2]
1. Fethullah Gülen
2. Muhammad Yunus
3. Jusuf al-Kardawi
4. Orhan Pamuk
5. Aitzaz Ahsan(inne języki)
6. Amr Khaled(inne języki)
7. Abdolkarim Soroush(inne języki)
8. Tariq Ramadan
9. Mahmood Mamdani(inne języki)
10. Szirin Ebadi
11. Noam Chomsky
12. Al Gore
13. Bernard Lewis
14. Umberto Eco
15. Ayaan Hirsi Ali
16. Amartya Sen
17. Fareed Zakaria
18. Garri Kasparow
19. Richard Dawkins
20. Mario Vargas Llosa
21. Lee Smolin
22. Jürgen Habermas
23. Salman Rushdie
24. Sari Nusseibeh(inne języki)
25. Slavoj Žižek
26. Václav Havel
27. Christopher Hitchens
28. Samuel P. Huntington
29. Peter Singer
30. Paul Krugman
31. Jared Diamond
32. Benedykt XVI
33. Fan Gang
34. Michael Ignatieff
35. Fernando H. Cardoso
36. Lilia Szewcowa
37. Charles Taylor
38. Martin Wolf
39. Edward Osborne Wilson
40. Thomas Friedman
41. Bjørn Lomborg
42. Daniel Dennett
43. Francis Fukuyama
44. Ramachandra Guha(inne języki)
45. Tony Judt
46. Steven Levitt(inne języki)
47. Nouriel Roubini
48. Jeffrey Sachs
49. Wang Hui
50. Vilayanur Ramachandran
51. Drew Gilpin Faust
52. Lawrence Lessig
53. John Maxwell Coetzee
54. Fernando Savater
55. Wole Soyinka
56. Yan Xuetong(inne języki)
57. Steven Pinker
58. Alma Guillermoprieto(inne języki)
59. Sunita Narain(inne języki)
60. Anies Baswedan
61. Michael Walzer
62. Niall Ferguson
63. George Ayittey
64. Ashis Nandy(inne języki)
65. David Petraeus
66. Olivier Roy
67. Lawrence Summers
68. Martha Nussbaum
69. Robert Kagan
70. James Lovelock
71. Craig Venter
72. Amos Oz
73. Samantha Power
74. Lee Kuan Yew
75. Hu Shuli(inne języki)
76. Kwame A. Appiah
77. Malcolm Gladwell
78. Alexander de Waal
79. Gianni Riotta(inne języki)
80. Daniel Barenboim
81. Thérèse Delpech
82. William Easterly(inne języki)
83. Minxin Pei(inne języki)
84. Richard Posner
85. Iwan Krystew
86. Enrique Krauze(inne języki)
87. Anne Applebaum
88. Rem Koolhaas
89. Jacques Attali
90. Paul Collier
91. Esther Duflo
92. Michael Spence
93. Robert Putnam(inne języki)
94. Harold Varmus
95. Howard Gardner
96. Daniel Kahneman
97. Jegor Gajdar
98. Neil Gershenfeld(inne języki)
99. Alain Finkielkraut
100. Ian Buruma(inne języki)

## Listy z lat 2009–2013
- FP Top 100 Global Thinkers 2009
- FP Top 100 Global Thinkers 2010
- FP Top 100 Global Thinkers 2011
- FP Top 100 Global Thinkers 2012
- FP Top 100 Global Thinkers 2013